# Luís Carlos Ramos Martins
Luís Carlos Ramos Martins CvIH (nascido a 10 de Junho de 1992, em Lamego) é um futebolista português que actua como defesa esquerdo. Em 23 de Janeiro de 2017, assinou por um ano e meio pelo Marítimo.
A 6 de Setembro de 2011 foi feito Cavaleiro da Ordem do Infante D. Henrique.

## Títulos
SL Benfica
- Taça da Liga: 2011-12

Seleção Portuguesa
- Mundial Sub-20: 2011 (Vice-Campeonato)